# Saint-Amand-sur-Ornain
Saint-Amand-sur-Ornain és un municipi francès situat al departament del Mosa i a la regió del Gran Est. L'any 2007 tenia 62 habitants.

## Demografia

### Població
El 2007 la població de fet de Saint-Amand-sur-Ornain era de 62 persones. Hi havia 32 famílies, de les quals 8 eren unipersonals (8 dones vivint soles i 8 dones vivint soles), 8 parelles sense fills, 12 parelles amb fills i 4 famílies monoparentals amb fills.
La població ha evolucionat segons el següent gràfic:
Habitants censats

### Habitatges
El 2007 hi havia 39 habitatges, 29 eren l'habitatge principal de la família, 8 eren segones residències i 2 estaven desocupats. 38 eren cases i 1 era un apartament. Dels 29 habitatges principals, 27 estaven ocupats pels seus propietaris i 2 estaven llogats i ocupats pels llogaters; 4 tenien tres cambres, 9 en tenien quatre i 16 en tenien cinc o més. 25 habitatges disposaven pel capbaix d'una plaça de pàrquing. A 11 habitatges hi havia un automòbil i a 13 n'hi havia dos o més.

### Piràmide de població
La piràmide de població per edats i sexe el 2009 era:
| Homes | Edats   | Dones |
| ----- | ------- | ----- |
| 0     | 95 o +  | 0     |
| 1     | 90 a 94 | 1     |
| 0     | 85 a 89 | 2     |
| 0     | 80 a 84 | 0     |
| 0     | 75 a 79 | 0     |
| 2     | 70 a 74 | 4     |
| 0     | 65 a 69 | 0     |
| 2     | 60 a 64 | 1     |
| 1     | 55 a 59 | 1     |
| 1     | 50 a 54 | 2     |
| 8     | 45 a 49 | 4     |
| 6     | 40 a 44 | 5     |
| 1     | 35 a 39 | 7     |
| 2     | 30 a 34 | 1     |
| 4     | 25 a 29 | 0     |
| 0     | 20 a 24 | 1     |
| 7     | 15 a 19 | 4     |
| 3     | 10 a 14 | 5     |
| 1     | 5 a 9   | 5     |
| 0     | 0 a 4   | 1     |

## Economia
El 2007 la població en edat de treballar era de 45 persones, 35 eren actives i 10 eren inactives. De les 35 persones actives 32 estaven ocupades (17 homes i 15 dones) i 3 estaven aturades (1 home i 2 dones). De les 10 persones inactives 3 estaven jubilades, 4 estaven estudiant i 3 estaven classificades com a «altres inactius».
Activitats econòmiques
Dels 2 establiments que hi havia el 2007, 1 era d'una empresa de construcció i 1 d'una empresa d'informació i comunicació.
L'únic servei als particulars que hi havia el 2009 era una lampisteria.
L'any 2000 a Saint-Amand-sur-Ornain hi havia 5 explotacions agrícoles.

## Poblacions més properes
El següent diagrama mostra les poblacions més properes.